# Tendon
Tendonul este un țesut fibros prin intermediul căruia un mușchi se prinde de un os și este capabil să suporte tensiune.
Tendoanale sunt făcute din colagen.

## Legături externe
Materiale media legate de Tendon la Wikimedia Commons
- „Tendon” la DEX online